# José Ángel Buesa
José Ángel Buesa (Cruces, Cuba, 2 de septiembre de 1910–Santo Domingo, República Dominicana, 14 de agosto de 1982) fue un poeta y escritor de seriales cubano.
Nació en Cruces y a los 7 años empezó a escribir sus primeros versos. Tras sus estudios en el Colegio de los Hermanos Maristas de Cienfuegos se trasladó a La Habana, donde se incorporó a los grupos literarios existentes. Publicó su primer poemario en 1932.
Emigró de Cuba en 1961 y, tras vivir en las Islas Canarias y El Salvador, se asentó finalmente en Santo Domingo, donde se dedicó a la enseñanza, ejerciendo como catedrático de literatura en la Universidad Nacional Pedro Henríquez Ureña. Tras su muerte, sus restos fueron llevados a Miami.

## Obras
Sus principales obras son: 
- Misas paganas (1933)

- Babel (1936)

- Canto final (1936)

- Oasis, Hyacinthus, Prometeo, La vejez de Don Juan, Odas por la victoria y Muerte diaria (todas publicadas en 1943)

- Cantos de Proteo (1944)

- Lamentaciones de Proteo, Canciones de Adán (ambas de 1947)

- Poemas en la arena, Alegría de Proteo (ambas de 1948)

- Nuevo oasis, Poeta enamorado (ambas de 1949)

- Poemas prohibidos (1959)

Su libro Oasis (1943) se reeditó en más de 26 ocasiones, así como Nuevo Oasis.
Algunas antologías de sus poemas son: Doble antología (1952) y Los mejores poemas (1960). Póstumamente se editaron las antologías Pasarás por mi vida (1997) y Nada llega tarde (2001).